# Jelly Francis Gaviria
Jelly Francis Gaviria (* 21. Oktober 1972 in Hannover) ist deutscher Schauspieler und Fotograf. Er wuchs in Hannover auf. Nach der 8. Klasse absolvierte er eine Ausbildung zum Koch, lernte dann in England das bei uns nicht als Beruf anerkannte Cocktailmixen. Wieder in Deutschland, arbeitete er in Bars und verdiente sich als Fotograf etwas hinzu. Er lebt inzwischen in Weyhe nahe Bremen. Bekannt geworden ist er durch seine Hauptrolle in dem Kinofilm Los Veganeros 2, der ab März 2016 in Kinos in Deutschland, Österreich und der Schweiz lief. Eine weitere Rolle war zum Beispiel die des Kapitän Leutnant Rittberger in der deutschen Produktion Krieg der Träume. Krieg der Träume wurde international ausgestrahlt und lief im September 2018 als Dreiteiler in der ARD.
Neben vielen weiteren, auch kleineren, Rollen arbeitet Jelly Gaviria als künstlerischer Fotograf.